# Kingman (Arizona)
Kingman es una ciudad ubicada en el condado de Mohave en el estado estadounidense de Arizona. En el censo de 2010 tenía una población de 28 068 habitantes y una densidad poblacional de 311,23 personas por km².

## Geografía
Kingman se encuentra ubicada en las coordenadas 35°13′1″N 114°1′0″O / 35.21694, -114.01667. Según la Oficina del Censo de los Estados Unidos, Kingman tiene una superficie total de 90,18 km², de la cual 90,18 km² corresponden a tierra firme y (0%) 0 km² es agua.

## Demografía
Según el censo de 2010, había 28.068 personas residiendo en Kingman. La densidad de población era de 311,23 hab./km². De los 28.068 habitantes, Kingman estaba compuesto por el 88,04% blancos, el 1,03% eran afroamericanos, el 1,7% eran amerindios, el 1,67% eran asiáticos, el 0,3% eran isleños del Pacífico, el 4,2% eran de otras razas y el 3,06% pertenecían a dos o más razas. Del total de la población el 12,48% eran hispanos o latinos de cualquier raza.